# Jodid
Jodider är de salter som innehåller den envärt negativa jodidjonen (I−), och därmed är salter av vätejodid (jodvätesyra, HI). Jodidjoner är jodatomer som mottagit en elektron och därmed blivit negativt laddade anjoner.
De flesta jodider är lösliga i vatten, men normalt mindre lösliga än motsvarande klorider och bromider.
Elektronegativa ämnens jodider är kovalenta, exempelvis koltetrajodid (CI4), tionyljodid (SOI2) och fosforpentajodid (PI5). Organiska jodider räknas som halogenerade kolväten, ett viktigt sådant är tyroxin.